# Agelena jumbo
Agelena jumbo là một loài nhện trong họ Agelenidae.
Loài này thuộc chi Agelena. Agelena jumbo được Embrik Strand miêu tả năm 1913.